# Festa do Sairé
Festa do sairé ou Festa do çairé é uma festividade de caráter religioso introduzido nas missões religiosas da Amazônia pelos jesuítas, no século XVII.
O primeiro sairé que se tem notícia foi organizado pelo Padre João Maria Gorzoni na aldeia dos Tapajós. Posteriormente foi levado para outras missões. Houve a realização do sairé nas Missões de Santo Inácio, São José, Nossa Senhora dos Remédios (ou da Saúde) e Nossa Senhora da Assunção, ambas no rio Tapajós, bem como em Gurupatuba, no rio Amazonas.
Sobrevive hoje a festa do sairé em Alter do Chão, atual distrito do município de Santarém, fundada Missão de Nossa Senhora dos Remédios, na aldeia dos indígenas Boraris, em 1738.
Em 1943, a festa do sairé foi suprimida por ordem dos religiosos franciscanos. Voltou a acontecer na década de 1970, já desprovida de seu caráter religioso original.
De acordo com a Lei Federal nº 14.997, de 15 de Outubro de 2024, fica reconhecida como manifestação da cultura nacional a Festa do Sairé, realizada no distrito de Alter do Chão, no Município de Santarém, no Estado do Pará.

## Sairé em Alter do Chão
A festa do sairé em Alter do Chão é uma manifestação que mistura elementos religiosos e profanos, começando com o hasteamento de dois mastros enfeitados com frutas regionais, no qual homens e mulheres o disputam separadamente, seguido de ritual religioso e danças folclóricas desempenhadas pelos moradores do balneário. No último dia, na segunda-feira, ocorrem a “varrição da festa”, a derrubada dos mastros e a “cecuiara” (almoço de confraternização), entre outros eventos. A programação termina à noite, com a festa dos “barraqueiros”.
Atualmente a festa conserva muito pouco da sua originalidade. Ganhou destaque a disputa existente entre o Boto tucuxi e seu rival, o Boto-cor-de-rosa, cetáceos típicos da América do Sul.
E o atual campeão do festival dos botos é o Boto tucuxi de 2023.

## Ritual dos botos
O Ritual dos botos envolve toda a trama e coreografia do folclore dos botos Tucuxi e Cor-de-Rosa gira em torno da sedução, morte e ressurreição destes personagens, entre lendas regionais, tribos indígenas, a Cunhantã-iborari, a Principaleza do Lago Verde, a Rainha do Çairé, o Tuxaua, o Pajé e os pescadores. O enredo tem ideologia ecológica, pois ressalta a natureza, em especial o Lago Verde, palco da trama. E quando o boto é morto por ordem do Tuxaua, pai da Cunhantã-iborari, que foi engravidada pelo golfinho amazônico, recai sobre ele a fúria dos maus espíritos da região. Por isso, a pedido do próprio Tuxaua, vem o Pajé e ressuscita o boto. É a apoteose do folclore durante o festival.